# Творительный падеж
Твори́тельный паде́ж, называемый также инструментати́в, инструмента́лис (лат. casus instrumentalis), (не вполне точно) аблати́в — падеж, которым в ряде языков обозначается орудие, инструмент, которым агенс воздействует на другие объекты или производит определённое действие. Иногда творительный падеж может выражать роль агенса в пассивных конструкциях. Слово в творительном падеже отвечает на вопрос кем/чем?
В латинском языке слились вместе творительный падеж (инструментати́в), местный падеж (локатив) и отложительный падеж (аблатив). Этот объединённый падеж на латыни называется  ablātīvus (отложительный), но в русскоязычных учебниках латинского языка нередко называется творительным.

## Примеры
| Язык       | форма именительного падежа ед. ч. | форма творительного падежа ед. ч. |
| ---------- | --------------------------------- | --------------------------------- |
| Русский    | человек                           | человеком                         |
| Украинский | людина                            | людиною                           |
| Чешский    | člověk                            | člověkem                          |
| Польский   | człowiek                          | człowiekiem                       |
| Сербский   | гаража                            | гаражом                           |
| Латышский  | cilvēks                           | ar cilvēku                        |
| Чувашский  | ҫын                               | ҫынпа                             |

## В русском языке
В части морфологии, в русском языке творительному падежу соответствуют следующие окончания слов (различных частей речи, изменяющихся по падежам): -ой (-ою) / -ёй (-ёю) /-ей (ею) (водой / водою, землёй / землёю, больной / больною, мной / мною, башней / башнею, верхней / верхнею), -ом / -ём / -ем (столом / конём / морем, санаторием), -ым / -им (больным / рабочим), -ыми / -ими (больными, позывными / вашими, синими), -ми (детьми, всеми), -ами / -ями (ножницами, двумястами / гуслями, стульями), -[jу] (рожью, пятью), -а (сорока́), -мя (двумя), -у (полутора), ∅ (кофе, хаки).
Спектр значений, выражаемых творительным падежом в русском, весьма широк; существует несколько основных способов описания семантики русского творительного.
Семантические роли, выражаемые творительным падежом, таковы:
1. Инструмент: бить молотом по наковальне; резать ножом колбасу;
2. Средство: рисовать красками; писать чернилами;
3. Пациенс (объект, претерпевающий наибольшие изменения в ходе действия) и объект обладания у глаголов с посессивной семантикой: руководить заводом, дирижировать оркестром, обладать коварным нравом;
4. Агенс: дом строится рабочими;
5. Эффектор: ветром сорвало крышу, градом побило посевы;
6. Причина: болеть гриппом, страдать бессонницей;
7. Траектория: идти обходным путём, ехать лесом;
8. Стимул: восхищаться красотой, пахнуть морем;
9. Время: воскресным утром, зимними вечерами;
10. Мера: грузить бочками;
11. Аспект: богат ресурсами, отличаться умом;
12. Эталон сравнения и ориентация: кричать петухом, губки бантиком, дом фасадом на Мойку;
13. Отправная, Промежуточная и Конечная точка: закончиться крахом[1].

Кроме того, творительный падеж имеет предикативное употребление, в котором он не выражает никакой семантической роли. Так, глагол быть в прошедшем и будущем временах, а также в инфинитиве, принимает дополнение в творительном падеже: быть богатым. Творительный используется также при глаголах: являться («быть»), бывать, стать («превратиться»), делаться, казаться, оказываться, показаться, получиться, остаться, пребывать, представляться, обратиться, притвориться, прикинуться: притворились спящими. К предикативным употреблениям творительного относится и такой характерный случай, как депиктивная конструкция, образуемая путём присоединения группы, возглавляемой атрибутивной словоформой (прилагательным, причастием, реже — существительным) в творительном падеже, к глагольной группе, а не к имени, с которым оно соотносится семантически (как в собственно атрибутивной функции): мать пришла усталой.
Употребления падежа с первообразными предлогами за, над, перед, под, с, между выражают в основном роль Места.

## В чувашском языке
В чувашском языке творительный падеж выражает совместность, а также орудие, средство или способ совершения действия, отвечая на вопросы: кампа? мĕнпе? (кем? чем?) Аффиксы его: -па (-пе),-пала (-пеле), -палан (-пелен). Аффиксы -пала (-пеле), -палан (-пелен) употребляются преимущественно в низовом диалекте и в устарелой речи. В современном литературном языке преимущественно употребляется аффикс -па (-пе).
Творительный падеж употребляется в нескольких значениях, которые связаны между собой.
Творительный падеж в чувашском языке служит для обозначения:
1. орудия или средства выполнения действия: маршруткӑпа кай («поехать на маршрутке»); çĕçĕпе кас («резать ножом»);
2. места, по которому происходит движение: каччӑпа хӗр урампа пыраҫҫӗ («парень с девушкой идут по улице»);
3. совместности совершения действия: аннепе калаҫ («разговаривать с мамой»);
4. времени, причины совершения действия: каçпа хăнана кайăпăр («вечером пойдём в гости»), сивĕпе чÿречесем шăннă («окна замёрзли из-за холода»);
5. пространства или объекта, на который распространяется действие: ялĕпех клубра пухăннă («всей деревней собрались в клубе»);
6. предмета, с которым сравнивается похожий предмет: амăшĕпе пĕр пекех («такая же, как и её мать»)[4].